# Zabawka (film 1982)
Zabawka (ang. The Toy) – amerykańska komedia z 1982 w reżyserii Richarda Donnera. Główną rolę zagrał Richard Pryor.
Film jest amerykańską wersją francuskiej komedii w reżyserii Francisa Vebera pt. Zabawka (1976; franc. Le Jouet) z Pierre’em Richardem w roli głównej.

## Obsada
- Richard Pryor – Jack Brown
- Scott Schwartz – Eric Bates
- Jackie Gleason – Ulysses "U.S." Bates
- Teresa Ganzel – Fancy Bates
- Ned Beatty – Sydney Morehouse
- Annazette Chase – Angela Brown
- Wilfrid Hyde-White – Barkley, lokaj
- Karen Leslie-Lyttle – Fraulein
- Don Hood – Tim O'Brien
- Tony King – Clifford
- Ray Spruell – senator Newcomb
- Marilyn Gleason – pani Newcomb, żona senatora
- Virginia Capers – Ruby Simpson
- Linda McCann – Honey Russell
- Stocker Fontelieu – prokurator okręgowy Russell
- Davis Hotard – Eugene Russell, syn Russellów
- B.J. Hooper – Geffran
- Tony Burton – Stanley

i inni...

## Zarys fabuły
Bezrobotny dziennikarz Jack Brown zostaje zatrudniony u bogatego biznesmena "U.S." Batesa jako "zabawka" jego syna Erica.